# روستا (قوبا)
روستا (به لاتین: Rustov) یک منطقه مسکونی در جمهوری آذربایجان است که در شهرستان قوبا واقع شده است. روستا ۳۹۵۶ نفر جمعیت دارد.

## ریشه واژه
روستوو یا روستوف شاید در نگاه نخست یک نام روسی به نظر بیاید، اما این نام در زبان تاتی قفقاز به‌معنی روستا است.